# Windberg
Windberg település Németországban, azon belül Bajorországban. Lakosainak száma 1116 fő (2023. december 31.).

## Népesség
A település népessége az elmúlt években az alábbi módon változott:
| Lakosok száma | 771  | 876  | 810  | 884  | 1047 | 1060 | 1051 | 1119 | 1134 | 1116 |
|               | 1875 | 1950 | 1970 | 1987 | 2012 | 2013 | 2015 | 2017 | 2021 | 2023 |